# 金屬線

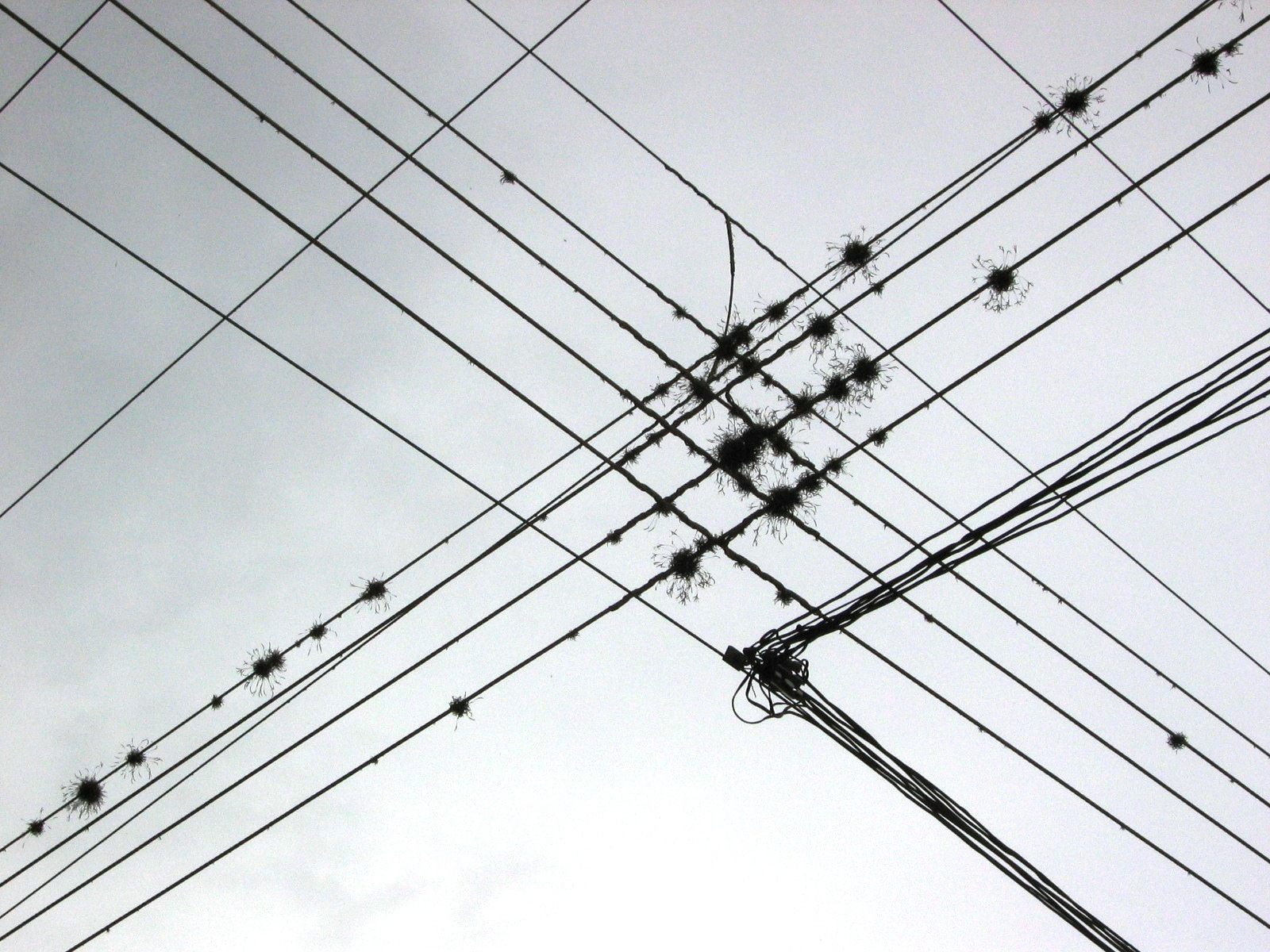
架空導線

金屬線，音譯威亞（英語：Wire，如吊威亞），是指單條金屬的可撓線或是金屬棒，多半是圓柱狀的。金屬線可以用來承受荷重或是傳遞電及信号。金屬線通常是將金屬通過模具或是引伸板中的洞，引伸而成。線規有許多標準的尺寸，會以线规編號來表示。若用多條金屬線絞合成的線，在機械上會稱為金屬索，在電氣上則會稱為電纜。
金屬線可以是實心的、絞合的或是編織的。金屬線的截面多半是圓形，不過也可以是方形、六角形、扁的長方形或是其他的截面外形，目的可能是為了裝飾用，也可能是了用在揚聲器中的高效率音圈。邊緣是圓形的盤簧（例如Slinky玩具）是用特殊的扁平金屬線製成。

## 製造

伸線的概念

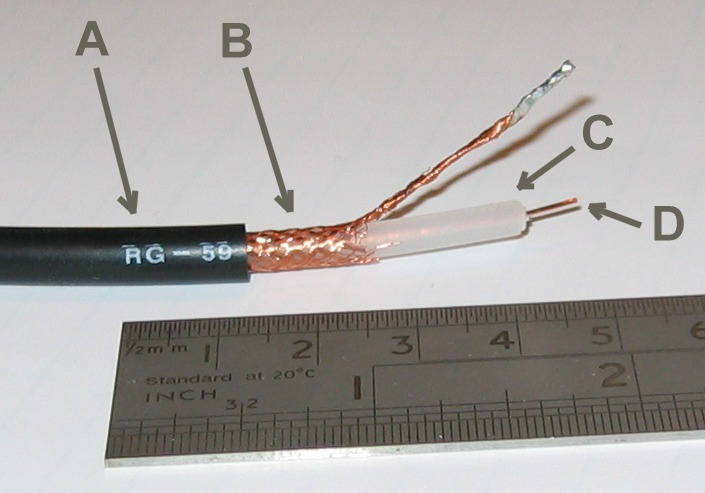
同轴电缆, 包括電線外皮、網狀導電層、塑膠絕緣體

金屬線會透過伸線加工來達到想要的尺寸。在伸線加工時，金屬線會拉長，直徑會變小。伸線加工可以使用直徑逐漸變小的伸線模具，也可以使用傳統上面有多個不同直徑孔洞的伸線板。之後金屬線會經過退火，以便後續的伸線，以及提高其延展性以及电导率。
電線會在外層包覆絕緣材料，例如塑膠、類似橡膠的聚合物、或是凡立水。現今在金屬線上加絕緣材料或是外皮，會將金屬線通過擠出機來達成。以往的絕緣材料包括處理過的布或是紙，或是油性材料。自從1960年代中期，開始改用可以絕緣的塑膠或是聚合物。